# Litteraturårbogen Andersen
|  | For andre betydninger af ordet Andersen, se Andersen. |
Litteraturårbogen Andersen er en dansk litterær årbog, der anmelder og analyserer de mest betydningsfulde og aktuelle forfatterskaber og litterære værker.
Årbogen er udkommet siden 2000 og bringer analyser, essays, anmeldelser m.m. af litteraturkritikere, forskere og skribenter. Det er årbogens formål at skabe et forum for debat og og tænkningen over litteraturens verden.
Udgiver og redaktør er Finn Barlby.